# Duitse kampioenschappen schaatsen allround mannen
De Duitse kampioenschappen schaatsen allround mannen is een schaatstoernooi dat regelmatig wordt gehouden in Duitsland. Hieronder de medailles op deze kampioenschappen tijdens:
- Het Keizerrijk Duitsland van 1891 tot en met 1914.
- De Weimarrepubliek van 1921 tot en met 1932.
- Het Duitse Rijk van 1933 tot en met 1943.
- De Bondsrepubliek Duitsland (informeel: West-Duitsland) van 1947 tot en met 1989.
- Het gezamenlijke Duitsland vanaf 1990 tot nu.

De resultaten van de kampioenschappen allround in de DDR van 1953 tot en met 1990 zijn te vinden in het artikel Oost-Duitse kampioenschappen schaatsen allround.

## Mannen

### Keizerrijk Duitsland
| Seizoen | Plaats                 | Goud ·           | Zilver ·          | Brons ·              |
| ------- | ---------------------- | ---------------- | ----------------- | -------------------- |
| 1891    | München                | Emil Schou       | August Underborg  | Julius Seyler        |
| 1892    | Frankfurt              | Franz Schilling  | Emil Schou        | Otto Schroeder       |
| 1893    | Hamburg                | Franz Schilling  | August Underborg  | Julius Seyler        |
| 1894    | Troppau                | Heinrich Ehrhorn | Bohumil Potucek   | Hermann Galler       |
| 1895    | Bonn                   | Julius Seyler    | August Underborg  | Christian Mewes      |
| 1896    | Darmstadt              | Wilhelm Sensburg | Julius von Salzen | Rudolf Masner        |
| 1897    | Berlijn                | Wilhelm Sensburg | Hermann Kleeberg  | Alfred Lauenburg     |
| 1900    | Berlijn                | James Braun      | Karl Orbanowski   | Julius von Salzen    |
| 1901    | Hamburg                | Alfred Lauenburg | Heinrich Burger   | Karl Orbanowski      |
| 1902    | Hamburg                | Alfred Lauenburg | Landgraf          | Otto Schulze         |
| 1903    | Leipzig                | Alfred Lauenburg | Otto Schulze      | Karl Orbanowski      |
| 1904    | Braunschweig           | Alfred Lauenburg | Otto Schulze      | Karl Orbanowski      |
| 1906    | München                | Julius Seyler    | Bernhard Becker   | Gustav Theo Sulzberg |
| 1907    | Hamburg                | Alfred Lauenburg | Bernhard Becker   | Karl Orbanowski      |
| 1909    | Garmisch-Partenkirchen | Alfred Lauenburg | Otto Schulze      | Emil Stadler         |
| 1910    | Garmisch-Partenkirchen | Alfred Lauenburg | Eugen Freytag     | Otto Schulze         |
| 1912    | Berlijn                | Erich Mercker    | Otto Schulze      | Walter Grell         |
| 1913    | Berlijn                | Henri Kretzer    | Erich Mercker     | Walter Leonard       |
| 1914    | Berlijn                | Bruno Zilly      | Henri Kretzer     | Walter Ernst Müller  |

### Weimarrepubliek
| Seizoen | Plaats                 | Goud ·              | Zilver ·            | Brons ·             |
| ------- | ---------------------- | ------------------- | ------------------- | ------------------- |
| 1921    | Garmisch-Partenkirchen | Karl Neustifter     | Walter Ernst Müller | Walter Grund        |
| 1922    | Garmisch-Partenkirchen | Walter Ernst Müller | Walter Grund        | Karl Neustifter     |
| 1923    | Berlijn                | Walter Ernst Müller | Rolf Stöhr          | Walter Grund        |
| 1924    | Berlijn                | Walter Ernst Müller | Rolf Stöhr          | Arthur Vollstedt    |
| 1925    | Titisee                | Arthur Vollstedt    | Hans Picker         | Rolf Stöhr          |
| 1926    | Titisee                | Hans Picker         | Rolf Stöhr          | Walter Ernst Müller |
| 1927    | Titisee                | Erhard Mayke        | Wilhelm Schönbrod   | Adolf Weiss         |
| 1928    | Garmisch-Partenkirchen | Arthur Vollstedt    | Erhard Mayke        | Kurt Müller         |
| 1929    | Titisee                | Arthur Vollstedt    | Kurt Müller         | Matthias Donaubauer |
| 1930    | Krummhübel             | Arthur Vollstedt    | Willy Sandner       | Harald Loetsch      |
| 1931    | Berlijn                | David Barwa         | Willy Sandner       | Harald Loetsch      |
| 1932    | Murnau                 | David Barwa         | Willy Sandner       | Heinz Seelecke      |

### Het Duitse Rijk/Nazi-Duitsland
| Seizoen | Plaats                 | Goud ·          | Zilver ·        | Brons ·        |
| ------- | ---------------------- | --------------- | --------------- | -------------- |
| 1933    | Altona                 | Willy Sandner   | David Barwa     | Harald Loetsch |
| 1934    | Braunlage              | Willy Sandner   | Heinz Sames     | David Barwa    |
| 1935    | Garmisch-Partenkirchen | Willy Sandner   | Heinz Sames     | David Barwa    |
| 1936    | Füssen                 | Willy Sandner   | Heinz Sames     | David Barwa    |
| 1937    | Garmisch-Partenkirchen | Willy Sandner   | Heinz Sames     | David Barwa    |
| 1938    | Garmisch-Partenkirchen | Willy Sandner   | David Barwa     | Heinz Sames    |
| 1939    | Garmisch-Partenkirchen | Karl Wazulek    | Max Stiep       | Franz Bieser   |
| 1940    | Zell am See            | Karl Wazulek    | Max Stiep       | Karl Leban     |
| 1941    | Zell am See            | Karl Wazulek    | Franz Bieser    | Roman May      |
| 1942    | Zell am See            | Franz Bieser    | Werner Egerland | Roman May      |
| 1943    | Klagenfurt             | Werner Egerland | Max Stiepl      | Roman May      |

### West-Duitsland
| Seizoen | Plaats                 | Goud ·            | Zilver ·          | Brons ·           |
| ------- | ---------------------- | ----------------- | ----------------- | ----------------- |
| 1947    | Burghausen             | Werner Egerland   | Heinz Hagedorn    | Siegfried Günther |
| 1949    | Schliersee             | Bernd Geuer       | Heinz Hagedorn    | Siegfried Günther |
| 1950    | Bad Reichenhall        | Bernd Geuer       | Werner Giorlani   | Heinz Hagedorn    |
| 1951    | Schliersee             | Theo Meding       | Bernd Geuer       | Rudi Geuer        |
| 1952    | Bad Reichenhall        | Theo Meding       | Bernd Geuer       | Rudi Geuer        |
| 1953    | Schliersee             | Theo Meding       | Ernst Räpple      | Rudi Geuer        |
| 1954    | Füssen                 | Theo Meding       | Ernst Räpple      | Hans Keller       |
| 1955    | Schliersee             | Ernst Räpple      | Hans Keller       | Alfred Miller     |
| 1956    | Davos                  | Hans Keller       | Ernst Räpple      | Hans Krauss       |
| 1959    | Garmisch-Partenkirchen | Josef Biebl       | Hans Krauss       | Klaus Bachmann    |
| 1960    | Frillensee             | Josef Biebl       | Jürgen Sonntag    | Klaus Bachmann    |
| 1961    | Frillensee             | Günter Traub      | Josef Biebl       | Horst Schwarzer   |
| 1962    | Frillensee             | Günter Traub      | Gerd Zimmermann   | Horst Schwarzer   |
| 1963    | Frillensee             | Günter Traub      | Herbert Höfl      | Peter Thiele      |
| 1964    | Inzell                 | Gerd Zimmermann   | Günter Traub      | Karl Merdes       |
| 1965    | Inzell                 | Gerd Zimmermann   | Günter Traub      | Edwin Keller      |
| 1966    | Inzell                 | Gerd Zimmermann   | Peter Bräuer      | Klaus Kaensche    |
| 1967    | Inzell                 | Gerd Zimmermann   | Jürgen Traub      | Peter Bräuer      |
| 1968    | Inzell                 | Günter Traub      | Jürgen Traub      | Peter Bräuer      |
| 1969    | Inzell                 | Gerd Zimmermann   | Bernd Hasieber    | Peter Bräuer      |
| 1970    | Inzell                 | Gerd Zimmermann   | Edwin Keller      | Bernd Hasieber    |
| 1971    | Inzell                 | Gerd Zimmermann   | Bernd Hasieber    | Joachim Schüschke |
| 1972    | Inzell                 | Gerd Zimmermann   | Herbert Schwarz   | Helmut Kraus      |
| 1973    | Inzell                 | Helmut Kraus      | Herbert Schwarz   | Anton Eicher      |
| 1974    | Inzell                 | Helmut Kraus      | Herbert Schwarz   | Anton Eicher      |
| 1975    | Berlijn                | Horst Freese      | Bernhard Mayer    | Markus Eicher     |
| 1976    | Inzell                 | Markus Eicher     | Herbert Schwarz   | Bernhard Mayer    |
| 1977    | Inzell                 | Markus Eicher     | Herbert Schwarz   | Günter Schumacher |
| 1978    | Inzell                 | Günter Schumacher | Herbert Schwarz   | Fritz Gawenus     |
| 1979    | Inzell                 | Fritz Gawenus     | Markus Eicher     | Wolfgang Scharf   |
| 1980    | Inzell                 | Fritz Gawenus     | Markus Eicher     | Wolfgang Scharf   |
| 1981    | Inzell                 | Fritz Gawenus     | Günter Schumacher | Wolfgang Scharf   |
| 1982    | Inzell                 | Wolfgang Scharf   | Fritz Gawenus     | Andreas Lemcke    |
| 1983    | Berlijn                | Wolfgang Scharf   | Thomas Nielsch    | Andreas Lemcke    |
| 1984    | Inzell                 | Andreas Lemcke    | Wolfgang Scharf   | Thomas Nietsch    |
| 1985    | München                | Hans-Jörg Baltes  | Andreas Lemcke    | Markus Tröger     |
| 1986    | Inzell                 | Andreas Lemcke    | Thomas Nietsch    | Hans-Jörg Baltes  |
| 1987    | Grefrath               | Hans-Jörg Baltes  | Wolgang Vogl      | Thomas Nietsch    |
| 1988    | München                | Hans-Jörg Baltes  | Wolgang Vogl      | Rudi Jeklic       |
| 1989    | Berlijn                | Rudi Jeklic       | Georg Herda       | Markus Tröger     |
| 1990    | Inzell                 | Markus Tröger     | Rudi Jeklic       | Georg Herda       |

### Duitsland (verenigd)
| Seizoen | Plaats  | Goud ·             | Zilver ·             | Brons ·              |
| ------- | ------- | ------------------ | -------------------- | -------------------- |
| 1991    | Inzell  | Markus Tröger      | Thomas Kumm          | Peter Adeberg        |
| 1992    | München | Peter Adeberg      | Markus Tröger        | Rudi Jeklic          |
| 1993    | Berlijn | Markus Tröger      | Uwe Tonat            | Frank Dittrich       |
| 1994    | Berlijn | Thomas Kumm        | Alexander Baumgärtel | Rene Taubenrauch     |
| 1995    | Inzell  | Uwe Tonat          | Rene Taubenrauch     | Michael Spielmann    |
| 1996    | Inzell  | Christian Breuer   | Rene Taubenrauch     | Thomas Kumm          |
| 1997    | Erfurt  | Uwe Tonat          | Thomas Kumm          | Alexander Baumgärtel |
| 1998    | Inzell  | Uwe Tonat          | Frank Dittrich       | Peter Adeberg        |
| 1999    | Erfurt  | Christian Breuer   | Uwe Tonat            | Alexander Baumgärtel |
| 2000    | Inzell  | Frank Dittrich     | Alexander Baumgärtel | Knut Morgenstern     |
| 2001    | Inzell  | Christian Breuer   | Frank Dittrich       | Jan Friesinger       |
| 2002    | Erfurt  | Jan Friesinger     | Danny Leger          | Jörg Dallmann        |
| 2003    | Inzell  | Stefan Heythausen  | Jan Friesinger       | Danny Leger          |
| 2004    | Berlijn | Jan Friesinger     | Tobias Schneider     | Jörg Dallmann        |
| 2005    | Inzell  | Marco Weber        | Robert Lehmann       | Jörg Dallmann        |
| 2006    | Erfurt  | Tobias Schneider   | Jörg Dallmann        | Robert Lehmann       |
| 2007    | Berlijn | Tobias Schneider   | Marco Weber          | Nico Dorsch          |
| 2008    | Inzell  | Tobias Schneider   | Robert Lehmann       | Marco Weber          |
| 2009    | Berlijn | Tobias Schneider   | Marco Weber          | Alexej Baumgärtner   |
| 2011    | Erfurt  | Marco Weber        | Alexej Baumgärtner   | Martin Wolff         |
| 2012    | Berlijn | Alexej Baumgärtner | Willi Koschel        | Felix Rijhnen        |
| 2013    | Inzell  | Moritz Geisreiter  | Jonas Pflug          | Robert Lehmann       |
| 2014    | Inzell  | Patrick Beckert    | Moritz Geisreiter    | Jonas Pflug          |

 Argentinië · 
 België · 
 Bohemen · 
 Canada · 
 China · 
 DDR · 
 Duitsland (mannen) - (vrouwen) · 
 Estland · 
 Finland · 
 Frankrijk · 
 Hongarije · 
 IJsland · 
 Italië · 
 Japan · 
 Kazachstan · 
 Mongolië · 
 Nederland (mannen) - (vrouwen) · 
 Nieuw-Zeeland ·
 Noorwegen (mannen) - (vrouwen) · 
 Oekraïne · 
 Oostenrijk · 
 Polen · 
 Roemenië · 
 Rusland · 
 Tsjechië · 
 Verenigde Staten · 
 Wit-Rusland · 
 Zuid-Korea · 
 Zweden · 
 Zwitserland